# Le Pic de Dante
Pour plus de détails, voir Fiche technique et Distribution.
Le Pic de Dante ou Le Sommet de Dante au Québec (Dante's Peak), est un film américain réalisé par Roger Donaldson, sorti en 1997.

## Synopsis
Quatre ans après avoir perdu sa compagne Marianne lors d'une éruption volcanique en Colombie, le volcanologue Harry Dalton est employé par le Cascades Volcano Observatory (dépendant du United States Geological Survey, USGS) à Vancouver, dans l'État de Washington, au nord-ouest des États-Unis.
Un jour, après qu'ont été enregistrés des signes d'activité sismologique sur le pic de Dante, volcan de type péléen au nord de la chaîne des Cascades, dans l'État de Washington, le service l'envoie mener une mission de surveillance « de routine », le volcan étant réputé éteint depuis des siècles.
Harry arrive à Dante's Peak, petite ville située au pied du volcan, durant une fête au cours de laquelle Rachel Wando, maire de la localité, se voit remettre le prix de la « deuxième ville la plus agréable des États-Unis dans une population de moins de 20 000 habitants », tandis que des investisseurs s'apprêtent à lancer des projets immobiliers dans la petite bourgade.
L'arrivée du volcanologue n'enchante évidemment pas Rachel, qui craint que les promoteurs ne s'inquiètent des signes d'activité volcanique. Harry utilise la fable de la grenouille pour expliquer que les habitants ne paniquent pas. Rachel l'invite à les accompagner rendre visite à sa belle-mère, Ruth, une vieille ermite vivant près du lac au pied du volcan.
Lors de leur exploration, ils découvrent des arbres morts, des écureuils morts et deux jeunes gens ébouillantés et asphyxiés dans une source chaude. Bien que Harry suspecte une activité volcanique, un premier contrôle mené par l'USGS ne révèle aucune anomalie, ce qui pousse son supérieur, Paul Dreyfus, à déconseiller toute alerte.
Cependant, Harry continue de faire pression pour alerter la ville, dont la source d'eau est bientôt contaminée par du dioxyde de soufre, alors que des tremblements de terre frappent la région. Après un nouveau contrôle, l'alerte est finalement donnée.
Un tremblement de terre survient lors d'une réunion d'urgence, et l'éruption commence. Harry et Rachel partent en quête des enfants, qui ont décidé d'aller chercher Ruth, réticente à quitter sa maison. Alors qu'ils arrivent à destination, une coulée de lave engloutit la cabane de Ruth et détruit les véhicules. Ils fuient en bateau, mais celui-ci se retrouve rapidement immobilisé à cause de l'acide sulfurique généré par la réaction des gaz volcaniques avec le lac. Ruth se jette à l'eau pour pousser le bateau, mais elle subit de graves brûlures chimiques auxquelles elle ne survivra pas.
Le groupe parvient à trouver un 4x4, et manquent dans leur fuite de se faire engloutir par une coulée de lave. En parallèle, la Garde nationale et l'USGS évacuent les habitants restants de la ville. Paul meurt emporté par une crue qui détruit le pont qu'il tentait de franchir.
Harry et les Wando arrivent au centre-ville, désormais en ruines et, constatant que le volcan est sur le point de subir une dernière éruption catastrophique, se réfugient dans une ancienne mine. Lorsque Harry sort chercher une balise de détresse qu'il avait oublié dans le véhicule, il est piégé par un effondrement de rochers. Malgré une blessure au bras, il réussit à activer l'émetteur.
Quelques jours plus tard, l'USGS, ayant détecté le signal, envoie une équipe de secours. Harry, Rachel et les enfants sont évacués par hélicoptère, tandis que le volcan explose dans une déflagration cataclysmique, réduisant sa partie supérieure à un cratère semblable à celui du mont Saint Helens.

## Fiche technique
Sauf indication contraire, les informations mentionnées dans cette section peuvent être confirmées par la base de données cinématographiques IMDb,  présente dans la section « Liens externes ».
- Titre original : Dante's Peak
- Titres français : Le Pic de Dante
- Titre québécois : Le Sommet de Dante
- Réalisation : Roger Donaldson
- Scénario : Leslie Bohem
- Musique originale : John Frizzell (thèmes : James Newton Howard)
- Directeur de la photographie : Andrzej Bartkowiak
- Montage : Conrad Buff, Tina Hirsch et Howard E. Smith
- Création des décors : J. Dennis Washington
- Création des costumes : Isis Mussenden
- Producteurs : Gale Anne Hurd et Joseph M. Singer
- Coproducteur : Marliese Schneider
- Producteur exécutif : Ilona Herzberg
- Producteur associé : Geoff Murphy
- Coproducteur associé : Staci A. Hunter
- Société de production : Pacific Western Productions
- Société de distribution : Universal Pictures
- Budget : 116 000 000 $
- Pays de production :  États-Unis
- Langue originale : anglais
- Format : couleurs  - 2,35:1
- Genre : film catastrophe
- Durée : 109 minutes
- Dates de sortie : 
  - États-Unis et Canada : 7 février 1997
  - Royaume-Uni : 28 mars 1997
  - France : 2 avril 1997
- Classification[2] :
  - États-Unis : PG-13 (les enfants doivent être accompagnées d’un parent ou d’un tuteur)
  - France : Tous publics

## Distribution
- Pierce Brosnan (VF : Emmanuel Jacomy) : Harry Dalton
- Linda Hamilton (VF : Véronique Augereau) : Rachel Wando
- Charles Hallahan (VF : Jean-Claude Sachot) : Paul Dreyfus
- Jamie Renée Smith (VF : Kelly Marot) : Lauren Wando
- Jeremy Foley : Graham Wando
- Elizabeth Hoffman : Ruth
- Grant Heslov (VF : Daniel Lafourcade) : Greg, technicien de l'USGS
- Kirk Trutner (VF : Éric Etcheverry) : Terry, technicien de l'USGS
- Arabella Field : Nancy, technicienne de l'USGS
- Tzi Ma (VF : Éric Legrand) : Stan, technicien de l'USGS
- Brian Reddy : Les Worrell
- Lee Garlington : Dr. Jane Fox
- Bill Bolender : Shérif Turner
- Carole Androsky : Mary Kelly
- Peter Jason : Norman Gates
- Jeffrey L. Ward : Jack Collins
- Tim Haldeman (VF : Mathieu Buscatto) : Elliot Blair
- Hansford Rowe : Warren Cluster
- Susie Spear Purcell : Karen Narlington
- Walker Brandt : Marianne
- David Lipper : l'homme nu à Hot Springs
- Heather Stephens : la femme nue à Hot Springs
- R.J. Burns : l'homme à l'hélicoptère
- Tammy L. Smith : une femme au conseil municipal
- Christopher Murray (en) : un pilote d'hélicoptère
- Justin Williams : un ambulancier
- Donna Deshon : une journaliste
- Tom Magnuson : un journaliste
- Marilyn Leubner : la baby-sitter
- Ed Stone : un technicien
- Adam William Douglas Bennett : un membre de la Garde nationale

## Production
La ville et le volcan sont fictifs mais inspirés de lieux authentiques. Les scènes « citadines » et les extérieurs ont pour la plus grande partie été tournées dans l'Idaho à Wallace et dans ses environs. La mine d'argent désaffectée qui joue un certain rôle dans le film est un élément réel de l'histoire de la petite ville de l'Idaho, qui a directement inspiré la péripétie finale du film.
Les séquences censées se dérouler dans le cratère du pic de Dante ont été tournées au sommet du Mont Saint Helens, célèbre volcan de la chaîne des Cascades dans l'État de Washington, dont le réveil, le 20 mars 1980 puis surtout la coulée pyroclastique et l'explosion du 18 mai suivant, ont durablement marqué tout le nord-ouest des États-Unis : 57 victimes humaines, 1 500 wapitis, 5 000 autres cervidés, 11 millions de poissons, la coulée ayant tout brûlé sur une superficie d'environ 600 km2 (un quadrilatère de 20 km sur 30).
La production du film est marquée par la concurrence avec Volcano de la 20th Century Fox, sur une éruption volcanique. Les deux studios rivalisent sur la primauté de la date de sortie, finalement remportée par Universal.

## Accueil

### Réception critique
Le Pic de Dante a reçu, dans l'ensemble de la presse, des critiques allant de mitigées à négatives, obtenant un taux d'approbation de 28% sur le site Rotten Tomatoes, sur la base de trente-deux commentaires collectés et une moyenne de 5,4/10, tandis que sur le site Metacritic lui attribue un score de 43/100, sur la base de vingt-et-un commentaires collectés.

### Box-office
Au box-office, le film est un échec commercial sur le territoire américain avec 67 127 760 $ de recettes engrangées durant son exploitation en salles,, ne parvenant pas à rentabiliser son budget de 116 millions $. Malgré cela, le film marche relativement mieux à l'international, avec 111 millions de $, pour un total de 178 127 760 $, ce qui permet à Universal de récupérer 98 millions de $ de retour après que les cinémas ont pris leur pourcentage du brut, ce qui couvrirait à peu près uniquement les dépenses pour la promotion du film, mais que son résultat au box-office a nui au trimestre fiscal du studio.
En France, le film totalise 1 394 781 entrées.

## À noter
- Charles Hallahan, qui joue le rôle de Paul Dreyfus, est mort le 25 novembre 1997, neuf mois après la sortie du film aux États-Unis.
- Dans le film, Harry Dalton, joué par Pierce Brosnan, loge dans la chambre 7 d'un hôtel de la ville, faisant un clin d’œil au matricule 007 de James Bond, dans lequel l'acteur jouait également durant cette période.